# Frans van Bossuit

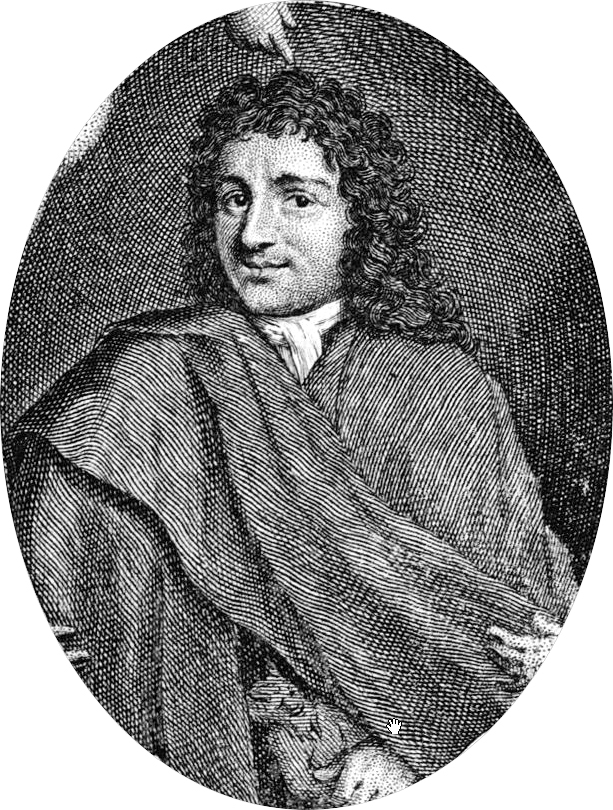
Incisione del ritratto di Francis van Bossuit da un'opera di Barent Graat

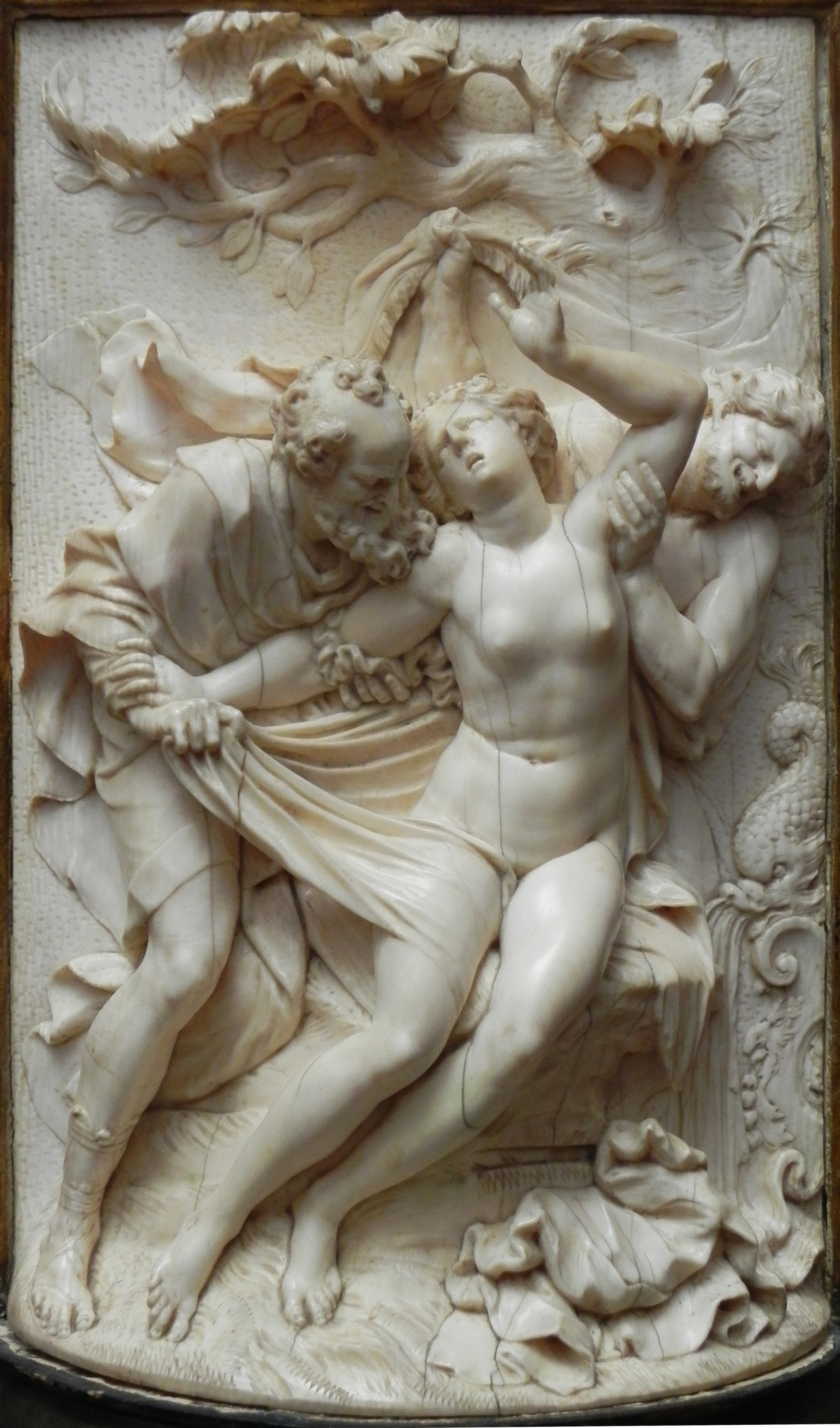
Susanna e i vecchioni, avorio, 1690 circa, J. Paul Getty Museum - Los Angeles

Frans o Francis van Bossuit (Bruxelles, 1635 – Amsterdam, 22 settembre 1692) è stato uno scultore fiammingo.

## Biografia
Studiò ad Anversa e Bruxelles; in seguito intorno al 1655-1660 partì per l'Italia, dove lavorò in parecchie città. Soggiornò inizialmente a Firenze, dove lavorò con Balthasar Permoser all'Accademia e forse a Modena, dove sono stati trovati due dei suoi primi rilievi in avorio. Proseguì per Roma, dove studiò l'arte antica e contemporanea e si associò alla Schildersbent, con il soprannome di Osservatore. Qui eseguì numerose copie di statue antiche.
Nel 1685 ritornò in Olanda e si stabilì ad Amsterdam, dove l'anno seguente eseguì un ritratto in un medaglione d'avorio dello Stadtholder Guglielmo III, oggi conservato presso il Rijksmuseum ad Amsterdam.
Van Bossuit eseguì numerosi piccoli rilievi, spesso composti con grande virtuosismo, come ad esempio il bassorilievo Venere ed Adone e rappresentanti in genere soggetti religiosi e mitologici.
Stampe dai suoi disegni furono spesso usate come modelli dagli artisti del XVIII secolo.
La più grande e unica rimasta delle statue a tutto tondo del maestro è Marte, che originariamente aveva come pendant una statua di Venere, oggi perduta.
Raggiunse una notevole notorietà in seguito alle sue realizzazioni in avorio. Incisioni dei suoi lavori furono pubblicate nel 'Cabinet de l'art de sculpture par le fameux sculpteur Francis van Bossuit da Matthys Pool ad Amsterdam nel 1727. Quest'opera, uno dei primi esempi di libri d'arte in parecchie lingue, è dedicata interamente al lavoro dello scultore d'avorio e contiene oltre cento incisioni riproducenti una parte considerevole dell'opera del van Bossuit. Le stampe, eseguite da disegni di Barent Graat, mostrano le opere del maestro in avorio, legno e terracotta, da differenti angolazioni.

## Opere
- Ritratto di Guglielmo III, medaglione d'avorio, Rijksmuseum, Amsterdam
- Giuditta con la testa di Oloferne, avorio, 14,7 x 10 cm, collezione privata[2]
- Marte, avorio, altezza 44 cm, 1680 c., Rijksmuseum, Amsterdam[4]
- Venere ed Adone, avorio, 18,1 x 12,5 cm, 1680 c., Rijksmuseum, Amsterdam[5]
- Susanna e i vecchioni, rilievo in avorio, 35 x 23 cm[6], J. Paul Getty Museum - Los Angeles